# Serpler
Der Serpler (Serplier, sarplarius, franz.: sarplers) war in England bei Wolle und Baumwolle eine Einheit des Gewichtes. Das Gewichtsmaß ist mindestens seit 1341 bekannt. Eduard III. hatte nach einer Zollbegleichung 59 Serpler Wolle zum Handel wieder freigegeben.
- 1 Serpler = 2¼ Sacks
- 1 Sack = 3 ¼ Cwt (Hundredweight) = 2 Weighes = 13 Tods = 26 Stones = 52 Clove/Nails = 364 Ponds avoir du poids
- 1 Load = 12 Sacks